# 唇鬚鰻
唇鬚鰻為輻鰭魚綱鰻鱺目糯鰻亞目蛇鰻科的其中一種，分布於中西太平洋的巴布亞紐幾內亞海域，棲息於底層水域，屬肉食性，生活習性不明。

## 擴展閱讀
維基物種上的相關：唇鬚鰻